# Црква Светог Илије у Злоту
Црква Светог Илије је храм Српске православне цркве у Злоту.
Село Злот надомак Бора, добило је цркву још 1837. године, посвећеној преподобној матери Параскеви. Две године касније била је преправљена и од тада носи назив Светог Илије Пророка. Мештани села казују да је промена настала због веровања да храм треба бити посвећен оном свецу у чије се здравље не полупа стакло које мајстор са торња баца наздрављујући. Била је изграђена од дрвета и имала је два звона, мало и велико. Мање звоно приложила је тадашња злотска општина са натписом: "Сеи кампом прложи ебшч. Злотска храму светог пророка Илије - лета 1844. у Београду". Велико је дар књажевића Андрије Ал. Карађорђевића на коме пише: "Цркви Злотској Св. Пророка Илије приложи књажевић Андрија за срећно избављење светлог свог родитеља књаза Србије Александра Карађорђевића 1857. године".
Нова црква саграђена је 1867. године. Подигнута је са једнобродном основицом и куполом на западу. Поткуполни део је прикалемљен цркви, чије су масе изузетно тешке. Купола са звоном је прекривена лимом. Спољашњост је оживљена низом аркада испод крова. Има улаз и на западној и северној страни. Измене и оправке вршене су 1923. и 1931. године. Због лошег стања у коме се налазила током 1996-1998. године, уз помоћ органа Општине Бор, урађена је темељита обнова, осим апсиде. Конверзацију целокупног иконостаса обавио је Сава Босиоковић из Бора. Тада су обрађене 72 иконе, северни и јужни улаз за проскомидију и ђаконикон. Од старог материјала на спољним темељима подигнути су нови зидови и кров који је покривен бакарним лимом. Тада су Рударско-топионичарски басен и Скупштина Општине даровали додатна два звона. Грађевинске радове је осмислио и надгледао архитекта Селимир Степановић из Бора.